# Bruno Armirail
Bruno Armirail (Bagnères-de-Bigorre, 11 april 1994) is een Frans wielrenner die anno 2024 rijdt voor Decathlon-AG2R La Mondiale.

## Carrière
In 2013 werd Armirail, achter Yoann Paillot, tweede in het nationale kampioenschap tijdrijden voor beloften. Later dat jaar werd hij ook tweede in de beloftenversie van de Chrono des Nations, achter Ryan Mullen. Een jaar later werd hij nationaal kampioen tijdrijden bij de beloften en nam hij in diezelfde categorie deel aan het wereldkampioenschap, waar hij op plek 46 eindigde.
In mei 2017 won Armirail, met een voorsprong van twee punten op Clément Saint-Martin, het bergklassement in de Ronde van Gironde. Later dat jaar mocht hij stage lopen bij FDJ. Namens dat team werd hij onder meer zesde in het eindklassement van de Ronde van Poitou-Charentes. In september werd bekend dat hij voor het seizoen 2018 een profcontract had getekend bij FDJ.

## Overwinningen
2014
 Frans kampioen tijdrijden, Beloften
2017
Bergklassement Ronde van Gironde
2022
 Frans kampioen tijdrijden, Elite
2023
3e etappe (Deel B) (ITT) Ronde van Poitou-Charentes in Nouvelle-Aquitaine
 Europees kampioen gemengde ploegenestafette, elite
2024
 Frans kampioen tijdrijden, Elite
2025
Bergklassement Ronde van het Baskenland
Bergklassement Critérium du Dauphiné
 Frans kampioen tijdrijden, Elite

## Resultaten in voornaamste wedstrijden
| Jaar | Ronde van Italië | Ronde van Frankrijk | Ronde van Spanje |
| ---- | ---------------- | ------------------- | ---------------- |
| 2018 |                  |                     |                  |
| 2019 |                  |                     | 91e              |
| 2020 |                  |                     | 28e              |
| 2021 |                  | 83e                 |                  |
| 2022 |                  |                     | opgave           |
| 2023 | 16e              |                     |                  |
| 2024 |                  | 33e                 | 69e              |
| 2025 |                  | 50e                 |                  |

| Jaar | Luik-Bast.‑Luik | Ronde van Lombardije | Waalse Pijl | Parijs-Tours |  | WK op de weg |
| ---- | --------------- | -------------------- | ----------- | ------------ |  | ------------ |
| 2018 |                 |                      |             | opgave       |  |              |
| 2019 |                 |                      |             |              |  |              |
| 2020 | 58e             |                      | 56e         | 91e          |  |              |
| 2021 | opgave          |                      | 96e         |              |  |              |
| 2022 | 16e             | opgave               | 107e        |              |  | opgave       |
| 2023 |                 |                      |             |              |  |              |
| 2024 | opgave          |                      | 22e         |              |  |              |
| 2025 |                 |                      |             |              |  |              |

#### Resultaten in kleinere rondes
| Jaar | Tour Down Under | UAE Tour | Parijs-Nice | Tirreno-Adriatico | Ronde van Catalonië | Ronde van het Baskenland | Ronde van Romandië | Critérium du Dauphiné | Ronde van Zwitserland | Ronde van Polen | Ronde van Guangxi |
| ---- | --------------- | -------- | ----------- | ----------------- | ------------------- | ------------------------ | ------------------ | --------------------- | --------------------- | --------------- | ----------------- |
| 2018 |                 |          |             |                   |                     | 98e                      |                    | 77e                   |                       |                 | 98e               |
| 2019 |                 | 130e     |             |                   |                     | 86e                      |                    |                       | opgave                | 106e            |                   |
| 2020 | 46e             | 33e      |             | 18e               |                     |                          |                    | 67e                   |                       |                 |                   |
| 2021 |                 |          | 74e         |                   |                     | opgave                   |                    | 41e                   |                       |                 |                   |
| 2022 |                 |          |             |                   | opgave              | 36e                      |                    | 55e                   |                       | 10e             |                   |
| 2023 |                 |          |             | 70e               | 48e                 | 61e                      |                    |                       |                       |                 |                   |
| 2024 |                 | 37e      | 37e         |                   |                     | 20e                      | 53e                | 28e                   |                       |                 |                   |
| 2025 |                 | 20e      | 62e         |                   | 65e                 | 60e                      |                    | 21e                   |                       |                 |                   |

## Ploegen
- 2015 –  Équipe Cycliste de l'Armée de Terre
- 2016 –  Armée de Terre
- 2017 –  FDJ (stagiair vanaf 28-7)
- 2018 –  Groupama-FDJ
- 2019 –  Groupama-FDJ
- 2020 –  Groupama-FDJ
- 2021 –  Groupama-FDJ
- 2022 –  Groupama-FDJ
- 2023 –  Groupama-FDJ
- 2024 –  Decathlon AG2R La Mondiale Team
- 2025 –  Decathlon AG2R La Mondiale Team

Alaphilippe · Armirail · Barbas · Bodiot · Canal · Duval · Ferasse · Guyot · Le Roux · Lebreton · Levasseur · Mainard · Penven · Poulhiès · Raibaud · Rostollan · Sinner · Thomas · Yssaad
Bonnet · Cimolai · Courteille · Delage · Démare · Eiking · Fournier · Gaudu · Guarnieri · Hoelgaard · Konovalovas · Ladagnous · Le Bon · Le Gac · Ludvigsson · Maison · Manzin · Molard · Morabito · Pineau · Pinot · Reichenbach · Reza · Roux · Roy · Sarreau · Vaugrenard · Vichot · Vincent · Armirail (stagiair) · Madouas (stagiair) · Seigle (stagiair)
Armirail · Bonnet · Cimolai · Delage · Démare · Duchesne · Gaudu · Guarnieri · Hoelgaard · Konovalovas · Ladagnous · Le Gac · Ludvigsson · Madouas · Molard · Morabito · Pinot · Preidler · Reichenbach · Roux · Roy · Sarreau · Seigle · Sinkeldam · Thomas · Vaugrenard · Vichot · Vincent
Armirail · Bonnet · Delage · Démare · Duchesne · Frankiny · Gaudu · Geniets · Guarnieri · Hoelgaard · Konovalovas · Küng · Ladagnous · Le Gac · Ludvigsson · Madouas · Molard · Morabito · Pinot · Preidler · Reichenbach · Roux · Sarreau · Scotson · Seigle · Sinkeldam · Thomas · Vaugrenard · Vincent · Brunel (stagiair) · Jerman (stagiair) · Louvel (stagiair)
Armirail · Bonnet · Brunel · Delage · Démare · Duchesne · Frankiny · Gaudu · Geniets · Guarnieri · Gugliemi · Konovalovas · Küng   · Ladagnous · Le Gac · Lienhard · Ludvigsson · Madouas · Molard · Pinot · Reichenbach · Roux · Sarreau · Scotson · Seigle · Sinkeldam · Thomas · Vincent · Davy (stagiair) · Stewart (stagiair)
Armirail · Badilatti · van den Berg · Bonnet · Brunel · Davy · Delage · Démare · Duchesne · Gaudu · Geniets · Guarnieri · Gugliemi · Konovalovas · Küng     · Ladagnous · Le Gac · Lienhard · Ludvigsson · Madouas · Molard · Pinot · Reichenbach · Roux · Scotson · Seigle · Sinkeldam · Stewart · Thomas · Valter
Armirail · Askey · Badilatti · Davy · Démare · Duchesne · Gaudu · Geniets · Guarnieri · Konovalovas · Küng   · Ladagnous · Le Gac · Lienhard · Ludvigsson · Madouas · Molard · Pacher · Penhoët (vanaf 1/8) · Pinot · Reichenbach · Roux · Scotson · Sinkeldam · Stewart · Storer · Valter · van den Berg · Welten
Armirail · Askey · Davy · Démare (tot 31/7) · Gaudu · Geniets · Germani · Grégoire · Konovalovas · Küng · Ladagnous · Le Gac · Lienhard · Madouas · Martinez · Molard · Pacher · Paleni · Penhoët · Pinot · Pithie · Scotson · Stewart · Storer · Thompson · van den Berg · Watson · Welten
Armirail · Baudin · Bennett · Berthet · Boasson Hagen · Bonnamour (tot 25/3) · Bouchard · Cosnefroy · De Bondt · De Pestel · Dewulf · Gall · Gautherat · Godon · Hänninen · Labrosse · Lafay ·  Lapeira · Naesen · O'Connor · A. Paret-Peintre · V. Paret-Peintre · Peters · Pollefliet · Prodhomme · Retailleau · Touzé · Tronchon · Vendrame · Warbasse